# Bidatsu
Imperador Bidatsu (敏達天皇, Bidatsu-tennō, 561-14 de setembro de 585) foi o 30º Imperador do Japão, na lista tradicional de sucessão.

## Vida
O Imperador Bidatsu era o segundo filho do Imperador Kimmei e foi nomeado príncipe herdeiro no 15º ano do reinado de Kimmei. Sua mãe foi a Princesa Ishi Hime (filha do Imperador Senka).
Antes da sua ascensão ao trono, seu nome era Nunakura no Futotamashiki no Mikoto. Reinou de 572 a 585. Seu palácio estava localizado em Iware na Província de Yamato e era chamado Osada no Miya.
No campo da política externa, Bidatsu restabeleceu relações diplomáticas e comerciais com Baekje e Silla, dois dos três reinos da Coréia. Na política interna, teve de reprimir uma revolta Emishi, que teve lugar na fronteira norte do país.
O reinado de Bidatsu foi marcado por lutas na Corte sobre o budismo. Estátuas budistas, bem como monges e freiras budistas , foram trazidos para o Japão do Estado de Baekje durante este reinado. Mas o Grande Chefe Divino Moriya queimou as estátuas budistas e baniu os sacerdotes. Já o Grande Chefe Imperial Soga continuou seguindo o budismo.
O Imperador Bidatsu morreu aos 24 anos de idade em 585 e seu reinado durou 13 anos. O imperador morreu de uma doença que o afligia e o deixou cheio de feridas, possivelmente foi a primeira vítima de varíola no Japão.
O Imperador Bidatsu é tradicionalmente venerado num memorial no santuário xintoísta em Osaka, que é oficialmente chamado de Kawachi no Shinaga no naka no o no misasagi.

### Os Principais conselheiros do imperador foram
Ōomi (Grande Chefe Imperial): Soga no Umako no Sukune.
Ōmuraji (Grande Chefe Divino): Mononobe Yuge no Moriya no Muraji.